# Zombieworld
Zombieworld (Original: ZMD: Zombies of Mass Destruction) ist ein US-amerikanischer Horrorfilm mit Splatter-Einlagen und skurriler Situationskomik des Regisseurs Kevin Hamedani.
Hamedanis Spielfilmdebüt wurde erstmals am 18. April 2009 in den Vereinigten Staaten veröffentlicht, der deutsche DVD-Erscheinungstermin war der 30. April 2010.

## Handlung
In Port Gamble, einer kleinen Küstengemeinde im US-Bundesstaat Washington, bricht durch einen angeschwemmten Untoten eine folgenschwere Seuche aus. Der blutgierige Wiedergänger, ein weitgehend hirnloser Zombie, der ein Virus durch Bisse überträgt, fällt nachfolgend über die Lebenden her. Die Opfer mutieren zu Zombies. Die örtliche Bevölkerung nimmt hiervon zunächst keine Notiz.
Die in den Vereinigten Staaten geborene Halbiranerin Frida, deren erzkonservativer Vater ein iranisches Restaurant betreibt, kehrt nach einem abgebrochenen Studium nach Port Gamble zurück. Trotz der Bedenken ihres Vaters verabredet sich die attraktive Heimkehrerin bereits am ersten Abend mit einem untalentierten Musiker, den sie am nahegelegenen Friedhof trifft. Das romantische Stelldichein endet für Fridas Liebhaber allerdings mit dem Tod, als das Auto der beiden von fleischgierigen Kreaturen attackiert wird. Frida entkommt in höchster Not. Sie flüchtet zu einer Nachbarsfamilie, den Millers, die ihr anfangs einen sicheren Unterschlupf gewähren. Als der durchgeknallte Hausherr die Schutzsuchende unberechtigterweise des Terrorismus verdächtigt, weil sie islamischer Herkunft ist, beginnt für die Halbiranerin eine Tortur. Sie wird misshandelt und gefoltert. Der eingeschüchterte Sohn verhilft ihr schließlich zur Flucht.
In einem parallel verlaufenden Handlungsstrang kehren Tom und sein Lebensgefährte Lance ebenfalls in das beschauliche Örtchen zurück, um Toms altmodischer Mutter ihre Homosexualität zu offenbaren. Inmitten des Coming-out mutiert Toms Mutter allerdings zum Zombie. Das Paar entkommt der skurrilen Situation, indem es in eine nahe gelegene Kirche flüchtet. Dort angekommen – zwischenzeitlich wird die Zombie-Seuche als Ergebnis eines terroristischen Anschlags gewertet – treffen sie auf etwa ein Dutzend Kirchgänger, darunter Bürgermeister Burton, Bürgermeisterkandidatin Banks und Reverend Haggis. Der Geistliche wettert gegen alle Sünder dieser Welt, ohne aber eine notdürftige Verteidigung zu organisieren. Später versucht er die Homosexuellen, die „Feinde Gottes“, in einem Bekehrungsraum auf den Pfad der Tugend zurückzuführen.
Vor der Kirche treffen die vier Protagonisten, Frida, Tom, Lance und Banks, schließlich aufeinander. Sie werden vom Militär gerettet und 29 Wochen später aus der Quarantäne entlassen. Am Ende ist Banks neue Bürgermeisterin und Frida Inhaberin eines iranischen Restaurants.

## Entstehungsgeschichte
Zombieworld steht trotz gleichlautenden englischen Titels in keiner Beziehung zur Comicserie ZMD: Zombies of Mass Destruction des US-amerikanischen Autoren Kevin Grevioux.

## Kritik
Das US-amerikanische Onlinemagazin IGN bezeichnete Zombieworld als "verschrobene Low-Budget-Produktion". Das Magazin lobte, dass Zombieworld im Gegensatz zu vielen anderen Filmen des Genres über eine Handlung, eine moralische Positionierung und Ideen sowie eine ausgearbeitete Charakterzeichnung und abwechslungsreiche Gore-Effekte verfüge. Kritisiert wurden hingegen die Tonabmischung, einige Darsteller und deren "hölzerne" Spielweise. Insgesamt sei Zombieworld ein "konsistent lustiger Film" und im positiven Sinne unsubtil.